# Margot Kidderová
Margaret Ruth „Margot“ Kidderová (17. října 1948, Yellowknife, Kanada – 13. května 2018) byla kanadsko-americká herečka. Proslavila se v roce 1978 jako Lois Lane ve filmu Superman, kde si zahrála společně s Christopherem Reevem. Objevila se i v dalších pokračováních filmu.
Margot začala svoji kariéru v nízkorozpočtových kanadských filmech a televizních seriálech. Pak se ale roku 1970 objevila po boku Gena Wildera v hlavní roli ve snímku Quackser Fortune Has a Cousin in the Bronx. Získala také hlavní roli v thrilleru Sestry od režiséra Briana De Palma.
Jako divadelní herečka se objevila ve známé hře Monology vagíny. Hrála v množství amerických seriálů, počínaje Smallvillem až po seriál Bratři a sestry. Byla též známá jako politická a environmentální aktivistka.

## Osobní život

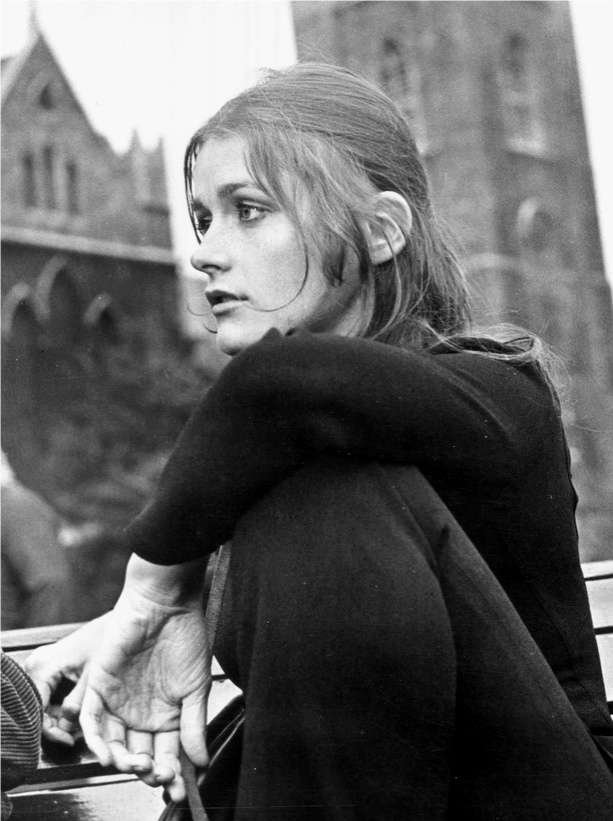
Margot ve filmu Quackser Fortune Has a Cousin in The Bronx (1970)

Margaret Ruth Kidderová se narodila 17. října 1948 v Yellowknife v Kanadě. Jejími rodiči byli Jocelyn „Jill“ Mary (rozená Wilsonová), učitelka dějepisu, a její manžel Kendall Kidder, inženýr a pyrotechnik. Margaret vyrůstala společně se svými čtyřmi sourozenci (sestra Annie a bratři John, Michael a Peter) střídavě v Yellowknife a Labrador City (Newfoundland a Labrador). Jocelyn Mary pocházela z Britské Kolumbie v Kanadě, avšak Kendall Kidder prožil své dětství v Novém Mexiku v USA.

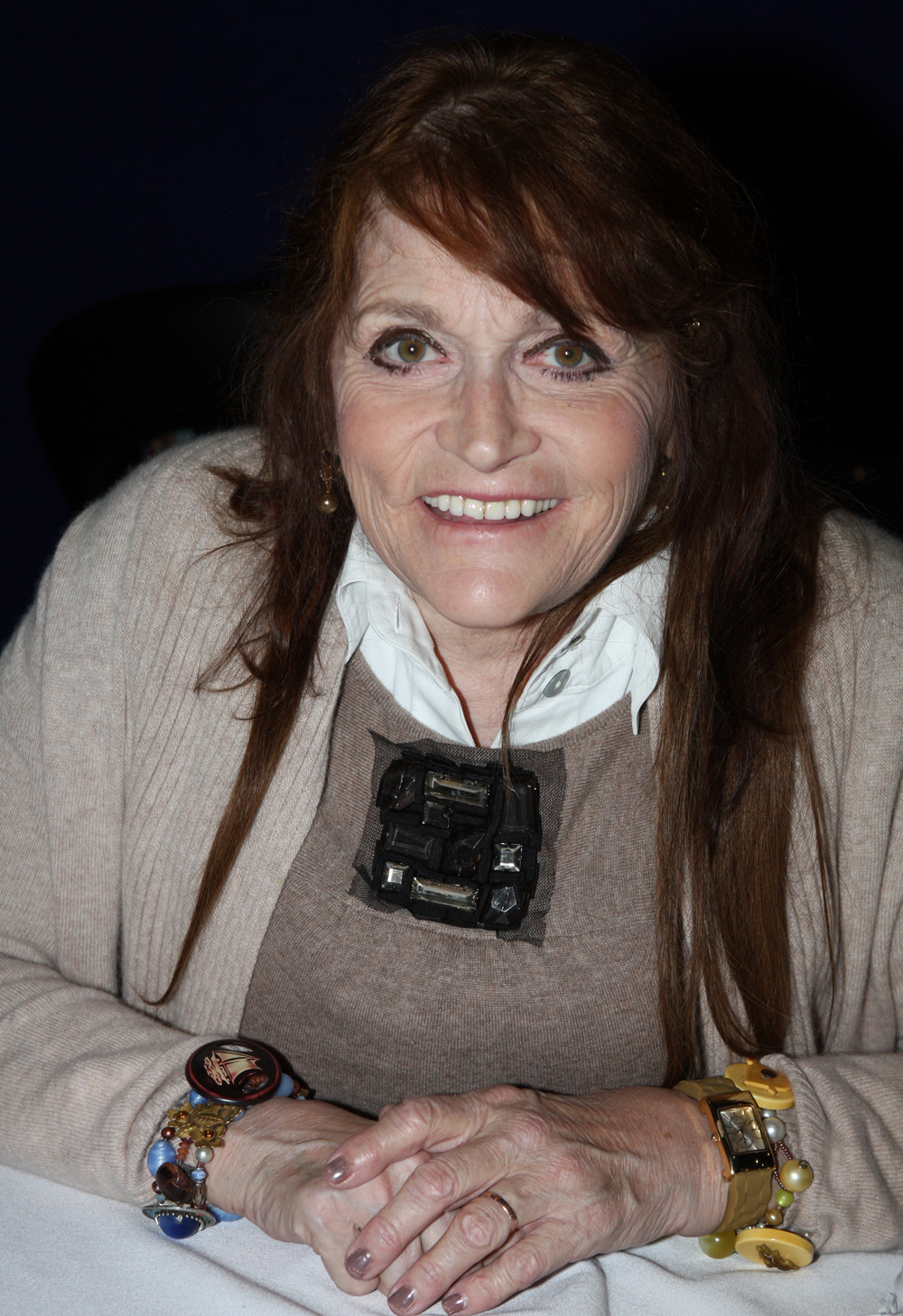
Margot Kidderová v červnu roku 2013

V roce 1996 Margarat absolvovala Havergal College. Její neteř Janet Kidder je také herečkou; zahrála si například v kanadském seriálu Continuum.
Když Margot rozjela svoji hereckou kariéru, krátce chodila s kanadským politikem Pierrem Trudeauem, ale také s režisérem Brianem De Palma a komikem Richardem Pryorem. Byla vdaná a rozvedená celkem třikrát, z prvního manželství s americkým romanopiscem Thomasem McGuanem se jí 28. října 1976 narodila dcera Maggie McGuane. Po rozvodu s McGuanem se roku 1979 vdala za Johna Hearda; manželství trvalo neuvěřitelných šest dní. Následně byla mezi lety 1983 až 1984 vdaná za francouzského filmového režiséra Philippa de Broca. Po třetím a posledním rozvodu řekla, že dává přednost společnosti svých psů. Sama její dcera se v roce 1995 vdala za spisovatele Waltera Kirna, se kterým má dvě děti Charlieho a Mazie. V roce 2013 se podruhé vdala za hudebního producenta Chada Franscoviaka.
V prosinci roku 1990 se Kidderová nacházela v autě, které narazilo do telegrafního sloupu a tato nehoda způsobila Margotinu dvouletou neschopnost točit a následné finanční problémy. O šest let později, roku 1996, byla Kidderové diagnostikována bipolární porucha. Po tomto zjištění Margot na čtyři dny úplně zmizela a stala se bezdomovkyní. Byla nalezena v Los Angeles s hrozném stavu; bez mnoha zubů, oholená… Následně byla umístěna do psychiatrické léčebny a později potvrdila, že maniakálními depresemi trpěla již v mládí.
Od 17. srpna 2005 se stala Margot Kidderová oficiálně americkou občankou. Sama říkala, že to udělala proto, aby mohla i nadále protestovat proti americkým zásahům v Iráku bez strachu z deportace do Kanady. Angažovala se i v politice, byla členkou Demokratické strany.

### Smrt
Kidderová zemřela 13. května 2018 ve svém domě v Livingstonu v Montaně. Ačkoliv její agentka tehdy uvedla, že zemřela „poklidně ve spánku“, v srpnu toho roku bylo dokázáno, že šlo o sebevraždu předávkováním.

## Kariéra
V pozdních 60. letech 20. století žila Kidderová v Torontu a následně ve Vancouveru. V té době se objevila v několika televizních seriálech pro CBC a vedlejší role hrála i v nízkorozpočtových kanadských filmech. V 70. letech 20. století se odstěhovala do Los Angeles v Kalifornii. Zde byla nakonec obsazena i do filmu Quackser Fortune Has a Cousin in the Bronx od Gene Wildera. Po skončení natáčení se přestěhovala do New Yorku, kde se rozhodla dále studovat herectví. V roce 1974 si zahrála roli v hororu Černé Vánoce, za který obdržela Kanadskou filmovou cenu jakožto nejlepší herečka. Pozitivní ohlasy si získala i jako herečka ve filmu 33 stupňů ve stínu. Roku 1978 získala Kidderová pravděpodobně největší roli jejího života; postavu Lois Laneové ve filmu Superman, později se objevila i v pokračováních. Za svůj výkon v prvním díle získala Cenu Saturn. Později se k Supermanovi vrátila, ale tentokrát v televizním seriálu Smallville, který popisuje Clarka Kenta jako teenagera. Postavu Bridgette Crosbyové ale ztvárnila pouze ve dvou epizodách.
Margot Kidderová aktivně hrála ve filmech a televizních seriálech od roku 1968 a vyjma krátkých přestávek natáčela i v současné době, jako jedny z jejích rolí můžeme značit ty ve filmech No Deposit (2015), Real Gangsters (2013), Jinak jen smrt (2008) nebo Halloween II (2009). V roce 2015 dokonce získala svoji první cenu Emmy za výkon v seriálu R. L. Stine's The Haunting Hour: The Series.